# Erik von Kuehnelt-Leddihn
Erik Maria Ritter von Kuehnelt-Leddihn (Tobelbad (ahora Haselsdorf-Tobelbad), Austria-Hungría, 31 de julio de 1909 - Lans, Austria, 26 de mayo de 1999) fue un noble católico y teórico sociopolítico austriaco. Descrito a sí mismo como un "ultraliberal conservador extremo" o "liberal de la extrema derecha", Kuehnelt-Leddihn a menudo argumentó que la regla de la mayoría de las democracias es una amenaza para las libertades individuales, y se declaró monárquico y enemigo de toda forma de totalitarismo. Descrito como "un libro andante del conocimiento", Kuehnelt-Leddihn tenía un conocimiento enciclopédico de las ciencias humanas y fue un políglota, capaz de hablar ocho idiomas y leer otros diecisiete. Sus primeros libros de La amenaza de la manada y Libertad o igualdad fueron influyentes dentro del movimiento conservador estadounidense. Sus escritos más conocidos aparecieron en National Review, donde fue columnista por 35 años.

## Biografía
Kuehnelt-Leddihn nació en Austria. A la edad de 16 años, se convirtió en el corresponsal de Viena de El Espectador. A partir de entonces, escribió para el resto de su vida. Estudió derecho civil y canónico en la Universidad de Viena a la edad de dieciocho años. A partir de ahí, se fue a la Universidad de Budapest, de donde recibió una maestría en economía y un doctorado en ciencias políticas. Volviendo a Viena, tomó estudios de teología. En 1935, Kuehnelt-Leddihn viajó a Inglaterra para convertirse en maestro de escuela en Beaumont College, una escuela pública jesuita. Posteriormente se traslada a Estados Unidos, donde enseñó en la Universidad de Georgetown (1937-1938), el Colegio de San Pedro, New Jersey (jefe del Departamento de Historia y Sociología, 1938-1943), la Universidad de Fordham (japonés, 1942-1943), y Chestnut Hill College, Filadelfia (1943-1947). En una carta de 1939 al editor del New York Times, Kuehnelt-Leddihn criticó el diseño de cada moneda estadounidense en circulación en ese entonces, excepto la moneda de 25 centavos de Washington diciendo que era "hasta ahora la moneda más satisfactoria", mientras juzgó a la moneda de diez centavos como "la más deplorable".
Después de la publicación de libros como Jesuiten, Spießer und Bolschewiken en 1933 (publicado en alemán por Pustet, Salzburgo) y La amenaza de la manada en 1943, en la que criticó a los nacional-socialistas, así como a los socialistas directamente o entre líneas, no pudo volver a Austria bajo ocupación nazi.
Después de la Segunda Guerra Mundial, se restableció en Lans en el Tirol, donde vivió hasta su muerte. Sin embargo, era un ávido viajero, había visitado la URSS en 1930-31, y con el tiempo viajó a todos los estados de los Estados Unidos.
Kuehnelt-Leddihn escribió para una variedad de publicaciones, incluyendo Chronicles, Rothbard-Rockwell Report, Catholic World y la revista empresarial noruega Farmand. También trabajó con el Instituto Acton, que lo declaró después de su muerte "un gran amigo y partidario", y fue un investigador adjunto del Ludwig von Mises Institute. Durante la mayor parte de su vida, Kuehnelt también fue un pintor, que ilustraba algunos de sus propios libros.
Según su amigo William F. Buckley, Kuehnelt-Leddihn era "el hombre más fascinante del mundo".

## Trabajos
Sus escritos sociopolíticos tratan los orígenes y las corrientes filosóficas y culturales que forman el nazismo. Se esforzó por explicar las complejidades de conceptos monárquicos y de los sistemas de Europa, los movimientos culturales, como los husitas y protestantes, y los efectos desastrosos de la política de Estados Unidos derivado de los sentimientos antimonárquicos y una ignorancia concomitante de la cultura y la historia de Europa.
Kuehnelt-Leddihn dirigió algunas de sus críticas más importantes hacia la política exterior wilsoniana. Las huellas de wilsonianismo podrían ser detectada en las políticas exteriores de Franklin D. Roosevelt, en concreto, la hipótesis de que la democracia es el sistema político ideal en cualquier contexto. Kuehnelt-Leddihn cree que los estadounidenses entendieron mal la mayor parte de la cultura de Europa Central, incluyendo al Imperio Austro-Húngaro, y Kuehnelt-Leddihn afirmó este fue uno de los factores que contribuyeron al ascenso del nazismo. También destacó las características de la sociedad y cultura alemana (especialmente la influencia de las mentalidades protestantes y católicas) y trató de explicar las corrientes sociológicas del nazismo. Por lo tanto, concluye que el catolicismo fuerte, el protestantismo fuerte, e inclusive la soberanía popular fuerte (es decir, la unificación de Alemania y Austria en 1919), los tres habrían impedido el nacionalsocialismo, aunque Kuehnelt-Leddihn discrepaba con los dos últimos.
Contrariamente a la opinión predominante de que el Partido Nazi fue un movimiento de derecha radical con elementos de izquierda sólo superficiales y minimalistas, Kuehnelt-Leddihn afirmó que el nazismo (nacionalsocialismo) fue un movimiento democrático fuertemente izquierdista cuyas raíces se remontan a la Revolución Francesa, que desencadenó fuerzas del igualitarismo, la conformidad, el materialismo y la centralización. Argumentó que el nazismo, el fascismo, el radical-liberalismo y el comunismo eran esencialmente movimientos democráticos, basados en incitar a las masas a la revolución y decididos a destruir las viejas formas de la sociedad. Además, Kuehnelt-Leddihn afirmó que toda democracia es básicamente totalitaria y que todas las democracias finalmente degeneran en dictaduras. Esto no lo dijo de "repúblicas" (palabra que, según Kuehnelt-Leddihn, tiene también el significado de lo que Aristóteles llama πολιτεία), v. gr. Suiza o los Estados Unidos en cuanto a su constitución, sin embargo, en su opinión, los Estados Unidos ha sido en cierta medida sujetos a una revolución democrática en silencio desde finales de 1820.
En Libertad o igualdad, su magnum opus, Kuehnelt-Leddihn contrasta la monarquía con la democracia y presenta sus argumentos a favor de la superioridad de la monarquía: la diversidad se mantiene mejor en los países monárquicos que en las democracias, la monarquía no se basa en la regla del partido, y "encaja orgánicamente en el modelo familista y eclesiástico de la sociedad cristiana". Tras insistir en que la demanda de la libertad es sobre cómo gobernar y de ningún modo acerca de quién gobierna un país, sostiene que el gobierno monárquico es realmente más liberal en este sentido, mientras que la democracia promueve naturalmente la igualdad, incluso mediante la fuerza, y por lo tanto se convierte en antiliberal. Como la vida moderna es cada vez más complicada en muchos diferentes niveles sociopolíticos, Kuehnelt-Leddihn sostiene que el Scita-es decir, el conocimiento político, económico, tecnológico, científico, militar, geográfico, psicológico de las masas y de sus representantes, y el Scienda -es decir, el conocimiento de estos asuntos que es necesario para llegar a conclusiones lógico-racional-morales, están separados por una distancia cada vez mayor incesante y cruel y que los gobiernos democráticos son totalmente inadecuados para tales empresas.

## Obras

### Novelas
- The Gates of Hell: An Historical Novel of the Present Day, London: Sheed & Ward, 1933.
- Night Over the East, Sheed & Ward, 1936.
- Moscow 1979, Sheed & Ward, 1946.
- Black Banners, Caldwell, Idaho: Caxton Printers, 1954.

### Trabajos socio-políticos
- The Menace of the Herd (under the pseudonym of "Francis S. Campell" to protect relatives in wartime Austria), Milwaukee: The Bruce Publishing Co., 1943.
- Liberty or Equality, Front Royal, Virginia: Christendom Press, 1952, 1993.
- The Timeless Christian, Chicago: Franciscan Herald Press, 1969.
- Leftism, From de Sade and Marx to Hitler and Marcuse, New Rochelle, New York: Arlington House, Publishers, 1974.[11]
- The Intelligent American's Guide to Europe, Arlington House, 1979.
- Leftism Revisited, From de Sade and Marx to Hitler and Pol Pot, Washington D. C.: Regnery Gateway, 1990.[12]